# Lingua araba del Golfo
La lingua araba del Golfo (خليجي pronuncia locale di khalījī : [χɐˈliːdʒi] o اللهجة الخليجية el-lahja el-khalijiyya, pronuncia locale: [elˈlɑhdʒɐ lχɐˈliːdʒɪj.jɐ] ) è una varietà della lingua araba parlata nella Penisola Araba orientale lungo le coste del Golfo Persico in Kuwait, Bahrein, Qatar, Emirati Arabi Uniti, parti dell'Arabia Saudita orientale, Iraq meridionale (Governatorato di Bassora e Governatorato di Muthanna),  da alcuni arabi iraniani  e nell'Oman settentrionale.
L'arabo del Golfo può essere definito come un insieme di varietà strettamente correlate e più o meno mutuamente intelligibili che formano un continuum dialettale. Analogamente ad altri dialetti arabi, quelli del Golfo Persico non sono mutuamente intelligibili con quelli parlati in altre zone. Ci sono poi notevoli differenze tra, ad esempio, le varianti del Kuwait, quelle del Qatar e quelle degli Emirati Arabi Uniti, specialmente nell'accento. Esiste anche un libro che approfondisce il dialetto degli Emirati Arabi Uniti, scritto da Hanan Al Fardan, Abdulla Al Kaabi e Nico de Corato.
I parenti più stretti delle varietà del Golfo sono altri dialetti originari della Penisola Araba. Sebbene parlato in una buona parte dell'area dell'Arabia Saudita, l'arabo del Golfo non è la lingua madre della maggior parte dei suoi abitanti, poiché la maggior parte di loro non vive nella parte orientale. Ci sarebbero infatti circa 200 000 persone che parlano arabo del Golfo nel Paese, su una popolazione di oltre 30 milioni di abitanti.

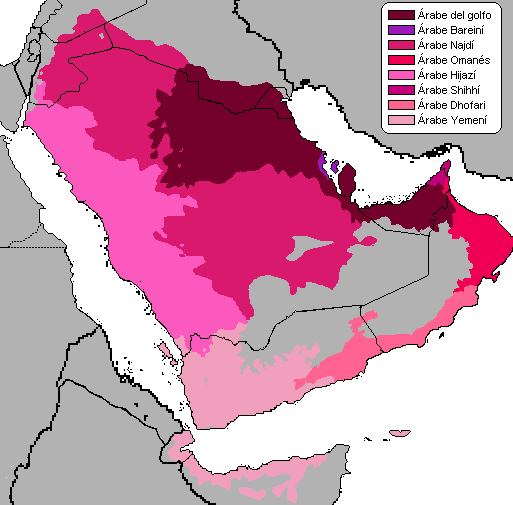
Varietà arabe peninsulari (l'arabo del Golfo indicato da marrone scuro)

Il nome completo del dialetto el-lahja el-khalijiyya (اللهجة الخليجية) può essere tradotto come "il dialetto del Golfo", tuttavia, sarebbe più comunemente indicato come khaliji  (خليجي), che letteralmente significa "della baia" o "del golfo", per l'appunto.

## Classificazione
La Lingua Araba del Golfo si può classificare come:
- Lingue afro-asiatiche
  - Lingue semitiche
    - Lingue semitiche centrali
      - Lingua araba
        - Dialetti arabi peninsulari
          - Lingua Araba del Golfo

Sarebbe definita lingua e non dialetto perché di fatto tutti gli arabi vivono in uno stato di diglossia, dove la loro varietà sarebbe tanto differente dalla lingua araba standard da non poterla più intendere senza la preconoscenza fornita dal fatto che quest'ultima viene usata in tutte le occasioni ufficiali, sui documenti, dai media e nelle occasioni religiose. I dialetti varierebbero dalla lingua araba standard sotto la maggior parte degli aspetti, non differentemente rispetto all'Italiano con il latino, infatti, come nel nostro caso, i dialetti costituirebbero spesso delle vere e proprie lingue analitiche contro la Fusha invece sintetica.
Un'ulteriore motivazione sarebbe data dal basso grado di intellegibilità tra un dialetto e un altro, soprattutto quando i due sono originari di luoghi molto distanti. (Es. un emiratino che parla con un marocchino).

## Fonologia

### Consonanti
|               |               | Labiali | Labiali   | Dentali | Dento-alveolari | Dento-alveolari | Palatali | Velari | Uvulari | Faringali | Glottidali |
| normali       | enfatiche     | Labiali | Labiali   | Dentali |                 |                 | Palatali | Velari | Uvulari | Faringali | Glottidali |
| normali       | enfatiche     | normali | enfatiche | Dentali |                 |                 | Palatali | Velari | Uvulari | Faringali | Glottidali |
| ------------- | ------------- | ------- | --------- | ------- | --------------- | --------------- | -------- | ------ | ------- | --------- | ---------- |
| Nasali        | Nasali        | m       | (mˤ)      |         | n               |                 |          |        |         |           |            |
| Occlusive     | Sorde         | (p)     |           |         | t               | tˤ              | tʃ       | k      | q       |           | ʔ          |
| Occlusive     | Sonore        | b       | (bˤ)      |         | d               |                 | dʒ       | ɡ      |         |           |            |
| Fricative     | Sorde         | f       |           | θ       | s               | sˤ              | ʃ        | x~χ    | x~χ     | ħ         | h          |
| Fricative     | Sonore        |         |           | ð       | z               | ðˤ              |          | ɣ ~ ʁ  | ɣ ~ ʁ   | ʕ         |            |
| Polivibranti  | Polivibranti  |         |           |         | r               | (rˤ)            |          |        |         |           |            |
| Approssimanti | Approssimanti |         |           |         | l               | (ɫ)             | j        | w      |         |           |            |

Note fonetiche:
- La lettera arabo-persiana /p/(پ), o la sua controparte nativa /b/(ب), viene usata per denotare quel suono che si trova solo parole di derivazione straniera.
- * /ɮˤ/(ﺽ)  si è unito con /ðˤ/(ﻅ)
- Il classicheggiante [q] è un allofono per /ɡ/(ق)
- Le occlusive /b/, /d/ e /g/ sono descritte come completamente espresse nonostante la loro posizione all'interno della parola.

Le differenze nella fonologia del gruppo dialettale arabo del Golfo Persico, rispetto all'arabo standard moderno, sono le seguenti:
| Lettera | Pronuncia in arabo standard | Varietà khaliji | Esempi | Appunti |
| ------- | --------------------------- | --- | --- | --- |
| ج       | /d͡ʒ /                       | [ j ] o [d͡ʒ⁓ʒ] | mōy o mōj ( موج [moːj] o [moːd͡ʒ], 'onda'); <br /> masyid o masjid ( مسجد [ˈMɑsjɪd] o [ˈMɐsd͡ʒɪd], "moschea")                                                             | Le modifiche sono facoltative, sebbene jim ( ج ) non cambia mai in [j] nei prestiti. |
| ق       | /q /                        | /q / (in parole arabe classiche), [ ɡ ], molto raramente e facoltativamente [d͡ʒ⁓ʒ] quando seguito da vocali anteriori ( [ ɐ ], [ e ], [ ɪ ] o [ i ] ) o dopo una consonante preceduta da una vocale anteriore | jiddām, qeddām o geddām ( قدام [d͡ʒɪdˈdɑːm] , [qedˈdɑːm] o [ɡedˈdɑːm], "davanti a"); <br /> sharji, sharqi o shargi ( شرقي [ˈʃɑɾd͡ʒi] , [ˈʃɑɾqi] o [ˈʃɑɾɡi], "orientale") | Molti prestiti linguistici in arabo letterario conservano il suono /q/, ma facoltativamente usano / g / sound. Per influenza persiana, estremamente raramente il qaf ( ق ) cambia in ghayn ( غ ) [ ʁ ~ ɣ ]. |
| غ       | / ʁ ~ ɣ /                   | [ ʁ ], [ ɣ ], [ q ] | qannā ( غنى [ˈqɑnnɑ], "cantare") | Ghayn cambia raramente in [q] o [g] per influenza persiana. |
| ك       | /k /                        | /k /, [ t͡ʃ ] se preceduto o seguito da una vocale anteriore o se seconda persona femminile singolare suffisso / pronome oggetto                                                                               | ubūch ( أبوك [ʔʊˈbuːt͡ʃ] ; 'tuo (f.sg.) padre') | Questa modifica è facoltativa, ma si verifica più spesso quando kaf ( ك ) è usato per denotare la seconda persona femminile singolare suffisso / pronome oggetto. [14]                                      |
| ض       | /dˤ /                       | [ ðˤ ] | ẓāʼ ( ضاع [ðˤɑːʕ], "perdere") | Ẓāʼ ( ظ ) e Ḍad ( ض ) non può essere distinto dalla pronuncia in quanto i dialetti del Golfo mancano della faringea [d] . Tuttavia, mantengono la loro distinzione ortografica.                             |

La seguente tabella delle vocali si applica al gruppo dialettale arabo del Golfo:
|        | anteriori | anteriori | centrali | centrali | posteriori | posteriori |
| Brevi  | Lunghe    | corto     | lungo    | corto    | lungo      |            |
| ------ | --------- | --------- | -------- | -------- | ---------- | ---------- |
| Chiuse | i         | iː        |          |          | u          | uː         |
| Medie  | e         | eː        |          |          | o          | oː         |
| Aperte | æ         | æː        | a        | aː       | ɑ          | ɑː         |

## Morfologia

### Pronomi
L'arabo del Golfo ha 10 pronomi personali. Il dialetto ha preservato la differenziazione di genere della seconda e terza persona nelle forme plurali, mentre le forme duali non sono sopravvissute. La tabella seguente riporta i pronomi generalmente più comuni:
| Persona | Persona   | Singolare    | Plurale        |
| ------- | --------- | ------------ | -------------- |
| 1 °     | 1 °       | ānā ( آنَا )  | niḥin ( نِحِنْ )  |
| 2 °     | maschile  | inta ( إِنْتَ ) | intum ( إِنْتُمْ ) |
| 2 °     | femminile | inti ( إِنْتِ ) | intin ( إِنْتِنْ ) |
| 3 °     | maschile  | huwa ( هُوَ )  | hum ( هُمْ )     |
| 3 °     | femminile | hiya ( هِيَ )  | hin ( هِنْ )     |

Alcuni pronomi, tuttavia, hanno altre forme;
- ānā ( آنَا ):
anā ( أَنَا )
āni ( آنِي ) (soprattutto in Bahrein)
- inta ( إِنْتَ ):
init ( إِنِتْ )
- huwa ( هُوَ ):
hū ( هُوْ )
huwwa ( هُوَّ ) (soprattutto Qatar)
uhu ( أُهُو )
- hiya ( هِيَ ):
hī ( هِيْ )
hiyya ( هِيَّ ) (soprattutto in Qaṭar)
ihi ( إِهِي )
- niḥin ( نِحِنْ ):
niḥna ( نِحْنَ )
iḥna ( إِحْنَا ) (soprattutto in Baḥrein e Qatar)
ḥina ( حِنا ) ( Qatar)
- intum ( إِنْتُمْ ):
intu ( إنْتُ )
- hum ( هُمْ ):
humma ( هُمَّ ) (soprattutto in Qatar)
uhum ( أُهُمْ )